# Don Carlos (opera)
Don Carlos – opera w czterech aktach Giuseppe Verdiego, na podstawie dramatu Friedricha Schillera.
- Autorzy libretta: Joseph Méry, Camille du Locle
- Typ opery: grand opéra
- Liczba aktów: 5 (wersja paryska, 1867) lub 4 (wersja mediolańska, 1884)
- Data premiery: 11 marca 1867
- Miejsce premiery: Paryż

## Osoby
- Filip II, król Hiszpanii – bas
- Elżbieta de Valois, jego żona – sopran
- Don Carlos, infant hiszpański – tenor
- Księżniczka Eboli, dama dworu – mezzosopran
- Hrabina Aremberg, dama dworu – rola niema
- Markiz Posa, rycerz maltański – baryton
- Hrabia Lerma – tenor
- Tebaldo, paź królowej – sopran
- Herold – tenor
- Wielki Inkwizytor – bas
- Mnich – bas
- Posłowie, dworzanie, żołnierze, lud

## Historia utworu
Verdi napisał Don Carlosa na zamówienie opery paryskiej. Libretto osnute na dramacie Schillera, napisane było częściowo przez Méry’ego, a dokończone przez du Locle’a. Kompozytor tworzył swoje dzieło w Genui, gdzie schronił się przed działaniami wojennymi prusko-austriackiego konfliktu 1866 roku. Opera miała uświetnić wystawę światową 1867, jednak okazała się porażką. Opera nie spodobała się cesarzowej Eugenii, śpiewakom i muzykom, wreszcie samej publiczności, która czuła niedosyt z powodu "mało efektownego finału". Pretensje kierowane były do cesarza, że powierzył tak ważną, reprezentacyjną operę zagranicznemu kompozytorowi. Jednak jeszcze tego samego roku opera została wystawiona (w przekładzie na język włoski) w londyńskim Covent Garden, gdzie spotkała się z dobrym przyjęciem, a potem w Bolonii, odsłaniając wszystkie swoje zalety: doskonale zarysowane postaci: króla Filipa, Wielkiego Inkwizytora; sceny: monolog Filipa, duet króla z Inkwizytorem, nocna scena w ogrodzie z chórem w tle i na zakończenie wielki finał widowiskowo-sensacyjny. W 1884 r. Verdi dokonał gruntownej przeróbki dzieła dla mediolańskiej La Scali. Ta wersja, powstała również w języku francuskim i następnie dopiero przełożona na język włoski, jest krótsza od paryskiej - usunięty został I akt zawiązujący akcję.

## Treść

### Akt I (tylko w wersji pierwotnej, 5-aktowej)
W czasie polowania dworskiego w lesie Fontainebleau Elżbieta w towarzystwie pazia Tebalda gubi drogę do zamku. W rozmowie z wieśniakami odkrywa ich straszne położenie, wynikłe z wieloletniej wojny, której kres ma położyć jej małżeństwo z Infantem Hiszpanii, Don Carlosem, który przyjechał w sekrecie do Francji, żeby poznać przeznaczoną mu na żonę księżniczkę. Elżbieta zwierza się ukrywającemu początkowo swoją tożsamość Don Carlosowi z obaw związanych z planowanym małżeństwem z infantem hiszpańskim. Don Carlos wręcza jej miniaturowy portret infanta i dopiero wtedy Elżbieta rozpoznaje go, narzeczeni zakochują się w sobie w czasie tego krótkiego spotkania. Przybywa grupa dworzan z wiadomością o zakończeniu rozmów pokojowych pomiędzy Francją a Hiszpanią i o postanowieniu z tym związanym: Henryk II Walezy oddaje rękę córki nie infantowi, lecz królowi Hiszpanii Filipowi II. Elżbieta, mając na względzie dobro Francji, zgadza się na to i zakochani rozstają się w rozpaczy.

### Akt II (w wersji 4-aktowej Akt I)
Odsłona 1
Do kaplicy przy grobowcu cesarza przychodzi Don Carlos zrozpaczony utratą ukochanej, którą odebrał mu własny ojciec. Mnich, który go pociesza podobny jest do zmarłego władcy, dlatego Don Carlos przypomina sobie zasłyszane historie, jakoby Karol V żył w klasztorze przebrany za mnicha. Nadchodzi Posa. Infant zwierza się markizowi ze swojego uczucia do królowej, a ten radzi mu wyjazd do dręczonej przez króla  Flandrii, która widzi w infancie swego potencjalnego wybawcę. Don Carlos i markiz Posa zapewniają się wzajemnie o wielkiej przyjaźni.
Odsłona 2
Przed klasztor wychodzi Elżbieta i podchodzi do dam dworu, które śpiewają do akompaniamentu Tebalda (słynna aria księżniczki Eboli). Markiz podaje królowej list z Paryża i mały bilecik. To wiadomość od Don Carlosa, który zapewnia o uczciwości i wierności Posy. Królowa pyta markiza, jaką przysługę może mu wyświadczyć – markiz prosi jednak tylko o możliwość spotkania Carlosa z królową. Gdy infant przybywa, Posa i damy taktownie odchodzą. W trakcie krótkiego spotkania z Elżbietą infant zapewnia kobietę o swojej miłości, ale ta musi pozostać wierna mężowi – nie widzi wyjścia dla ich uczucia: czy Carlos chce zabić ojca i poślubić wdowę po nim? Król i tak ma już jakieś podejrzenia i nie bardzo ufa małżonce, a tym bardziej synowi; przybywa z orszakiem i chce wiedzieć, dlaczego królowa została sama. Po wygnaniu jednej z dam dworu królowej do Francji i odesłaniu dworu, każe zostać markizowi Posie, którego od dawna nie widział. Markiz wyraża swoje wolnościowe poglądy i prosi króla, aby ten złagodził swe rządy we Flandrii. Król, zaskoczony śmiałością markiza, wyjawia mu swe obawy o żonę i syna, jednocześnie przestrzegając nowego powiernika przed Wielkim Inkwizytorem.

### Akt III (w wersji 4-aktowej Akt II)
Odsłona 1
Nocą w pałacowym ogrodzie czeka na ukochaną uszczęśliwiony Don Carlos. Otrzymał list z zaproszeniem na schadzkę, ale nie wie, że zawoalowana kobieta, która nadchodzi, to nie królowa, lecz księżniczka Eboli. Zapewnia więc o miłości niewłaściwą osobę, a ta też wyznaje swoje uczucia i odkrywa kim jest. Przestrzega przed Posą i nie kryje swojej niechęci do królowej. Posa chce zabić księżniczkę, słysząc, co ta mówi o królowej i wiedząc, co może zrobić, ale Don Carlos go powstrzymuje. Markiz wymusza na rozgniewanej kobiecie zachowanie tajemnicy. Ta odchodzi, poprzysięgając jednak zemstę. Wtedy markiz prosi Carlosa o oddanie wszystkich ważnych listów, jakie ten posiada; Carlos się waha, zauważając, że markiz jest teraz zaufanym króla. Markiz nie może znieść podejrzeń Carlosa, na co ten ostatni oddaje mu listy, po czym przysięgają sobie przyjaźń i lojalność.
Odsłona 2
Jak zawsze w dzień świąteczny na placu przed kościołem gromadzą się tłumy ludzi. Tym razem ma się odbyć inkwizycja skazanych na śmierć Flandryjczyków. Obecni są król i królowa wraz z całym dworem. Po raz kolejny król przypomina o swojej przysiędze walki o wiarę. Odmawia ułaskawienia skazanych. Kiedy Carlos prosi o pełnomocnictwo nad Flandrią, król odmawia; rozgniewany książę dobywa szpady. Król każe go rozbroić – kiedy nikt tego nie czyni, sam sięga po broń, ale wtedy wkracza markiz Posa, który odbiera szpadę Carlosowi i wręcza ją władcy. Król mianuje markiza księciem, strażnicy odprowadzają Don Carlosa i rozpoczyna się auto-da-fé. Rozlega się głos z nieba, sugerujący, że spaleni zostaną ukoronowani w niebiosach jako męczennicy.

### Akt IV (w wersji 4-aktowej Akt III)
Odsłona 1
Do komnaty króla przychodzi Wielki Inkwizytor. Radzi królowi zabić infanta i wydać markiza w ręce inkwizycji. Filip wzbrania się początkowo, ale bardzo niepewny żony i obawiający się zamachu na swoje życie z ręki następcy, ulega Inkwizytorowi. Ten opuszcza komnatę króla, a wchodzi Elżbieta, zmartwiona zaginięciem szkatułki z klejnotami. Ale szkatułka nie zaginęła, król podaje ją małżonce z poleceniem otwarcia i gdy królowa nie chce tego uczynić, otwiera ją sam. W środku znajduje podobiznę infanta. Robi wymówki królowej i zarzuca jej zdradę, nie wierzy w niewinność kobiety. Ta pada zemdlona. Wchodzą Posa i księżniczka Eboli. Posa ręczy za królową, jednocześnie podczas kwartetu stwierdza, że nadszedł czas, by oddać życie za Hiszpanię. Mężczyźni wychodzą, a kobiety zostają same. Księżniczka przyznaje się do zabrania szkatułki, wyznaje że kocha Don Carlosa, który nie odwzajemnia tego uczucia. Wtedy królowa każe jej powstać, Eboli dodaje jednak, że zgrzeszyła z królem tym grzechem, o który oskarżyła królową. Na to królowa każe jej oddać ordery damy dworu. Opuszczona Eboli oskarża swą urodę w dramatycznej arii "O don fatale". Chce odejść do klasztoru, by odpokutować winy wobec swej pani. Przedtem jednak pragnie uratować Carlosa.
Odsłona 2
Markiz Posa przybywa do uwięzionego Don Carlosa. Okazuje się, że markiz wziął na siebie całą winę za wywołanie powstania we Flandrii, o co oskarżony jest Don Carlos. Chce w ten sposób uratować przyjaciela. Nagle pada strzał – śmiertelnie ranny markiz pada na ziemię: zemsta króla była szybka. Żegnając się z Carlosem, Posa wyjaśnia mu, że królowa czeka na niego w klasztorze z dalszymi wskazówkami – umiera szczęśliwy, gdyż wie, że jego przyjaciel uratuje Flandrię. Przybywa król z grandami, chcąc oddać Carlosowi jego szpadę. Ten jednak, wskazując na martwego przyjaciela, mówi królowi, że nie jest już jego synem. Słychać tłum strajkujących. Zdesperowany król ku zdumieniu grandów każe otwierać bramy. Tłum, podburzany przez zamaskowaną Eboli, wdziera się do środka. Chcą widzieć infanta. Eboli każde Carlosowi uciekać. Króla ratuje pojawienie się Wielkiego Inkwizytora, na którego rozkaz wszyscy natychmiast klęczą i proszą o łaskę Boga.

### Akt V (w wersji 4-aktowej Akt IV)
Elżbieta modli się w klasztorze przed grobem Karola V. Żegnając się z Don Carlosem, przyjmuje jego przyrzeczenie walki o wolność kraju. Śpiewają o tym, że być może kiedyś będzie im dane połączyć się w lepszym świecie, i żegnają się na zawsze. Nadchodzi król, rozgniewany wydaje syna w ręce Inkwizytora, ale ubiega go zjawiający się nagle Karol V pod postacią mnicha. Razem z infantem oddalają się w kierunku kaplicy.